# 头孢咪唑
头孢咪唑（其国际非专利药品名称为“Cefpimizole”）是一种第三代头孢菌素。